# Гюргево
Гю́ргево (болг. Гюргево) — село в Благоєвградській області Болгарії. Входить до складу общини Петрич.

## Населення
За даними перепису населення 2011 року у селі проживали 0 осіб.
Динаміка населення: